# Ковыль сарептский
Ковыль сарептский (лат. Stipa sareptana)  — вид травянистых растений рода Ковыль (Stipa) семейства Злаки (Poaceae).

## Ботаническое описание
Травянистое многолетнее растение, образующее плотную дерновину. Стебли многочисленные, голые, высотой 30—70 см.
Влагалища нижних листьев короче междоузлий, верхнее влагалище охватывает соцветие. Листья
длинные, тонкие, щетиновидно — свёрнутые, снаружи шершавые, диаметром 0,8—1,1 мм. Лигулы длиной 0,2—0,8 мм, могут отсутствовать.
Соцветие  — рыхлая метёлка длиной 10—20 см. Колоски одноцветковые. Колосковые чешуи длиннозаострённые, почти одинаковые, длиной 1,5—2,5 см длиной. Нижние цветковые чешуи 9—11 мм длиной, внизу опушенные. Ость 10—16 см длиной, волосовидная, шероховатая, покрыта шипиками длиной до 0,2 мм. Цветёт в июне — июле.

## Распространение и экология
Ксерофит. Произрастает на степных и каменистых склонах, предпочитая карбонатные почвы.
Встречается на Тянь-Шане, Памире, в Монголии, Восточной и Западной Сибири, в Причерноморье.

## Охранный статус
Занесён в Красные книги Татарстана, Нижегородской области, Ростовской области, Мордовии, Пензенской области, Чувашии, Ставропольского края и Омской области.

## Значение и применение
В кормовом отношении почти не отличается от ковыля-волосатика (Stipa capillata). При нагуле обеспечивает хороший привес, но не обеспечивает нажировки крупно рогатого скота.
Обладает такой же вредоносностью как ковыль-волосатик. Острые плоды-зерновки ковыля повреждают полость рта всем животным. Цепляясь за руно овцы, проникают через всю толщу шерсти, могут прокалывать кожу овцы, проникать во внутренние органы. Для предупреждения заболеваний убранное сено необходимо в строго обязательном порядке пропускать через измельчитель кормов ИК-3, через комбайн ДКУ и другие машины, разбивающие на мелкие части зерновки. Не допускать пастьбу овец, особенно молодняка на пастбище после цветения и плодоношения.

## Синонимы
По информации базы данных The Plant List, в синонимику вида входят следующие названия:
- Stipa anisotricha P.A.Smirn.
- Stipa capillata var. sareptana (A.K.Becker) Schmalh.
- Stipa praecapillata Alechin
- Stipa sareptana subsp. anisotricha (P.A.Smirn.) Tzvelev
- Stipa sareptana var. kasakorum Roshev.
- Stipa sareptana subsp. praecapillata (Alechin) Tzvelev
- Stipa subsareptana B.Keller